# 呂昭炫
呂昭炫（1929年11月6日—2017年4月19日），吉他作曲家、演奏家與教育家。出生於桃園龜山，1962年出席於日本舉辦的第二十一屆國際吉他演奏家會議。發表演奏《故鄉》、《楊柳》，後成為呂昭炫代表作。2000年受聘為台灣吉他協會榮譽顧問。

## 生平
呂昭炫，1929年出生於桃園龜山，5歲舉家遷居臺北。1945年開始自學吉他，並於1948年開始教授吉他演奏。同年發表第一首作品〈殘春花〉。
1962年受邀赴日本東京參與「第二十一屆國際吉他演奏家會議」，並發表《故鄉》、《楊柳》，成為呂昭炫代表作品。1966年其作品〈哀愁曲〉被電影《窗外》選為片頭曲，此外呂昭炫也進行廣告歌曲創作，多元的作品創作使他名氣漸增。

## 職業生涯
多年來呂昭炫持續發表作品、舉辦演奏會，並且持續進行吉他音樂教學，於2000年受聘為台灣吉他學會榮譽顧問。2001年以《夕陽河畔台灣吉他詩人 — 呂昭炫吉他作品專輯》入圍金曲獎傳統暨藝術音樂作品類最佳古典音樂專輯獎。2005年收錄於西班牙吉他百科專書Enciclopedia de la guitarra中的人物介紹，創臺灣吉他家之首例。

## 逝世與逝世後
2017年病逝。2018年由長榮交響樂團於臺北國家音樂廳演奏「歌詠自然吟唱回憶 台灣吉他詩人呂昭炫作品」管弦樂音樂會，完成其生前想將吉他作品以其他音樂編制呈現之宿願。2022年11月26日國立傳統藝術中心 臺灣音樂館主辦《呂昭炫樂展》。